# Jason Polin
Jason Polin, född 17 juni 1999, är en amerikansk professionell ishockeyforward som är kontrakterad till Colorado Avalanche i National Hockey League (NHL) och spelar för Colorado Eagles i American Hockey League (AHL).
Han har tidigare spelat för Western Michigan Broncos i National Collegiate Athletic Association (NCAA) och Cedar Rapids Roughriders i United States Hockey League (USHL).
Polin blev aldrig NHL-draftad.

## Statistik
| 2012–2013   | Detroit Honeybaked U13   | HPHL        | 19  | 8  | 5  | 13 | 20 | — | — | — | — | — |
| 2013–2014   | Detroit Honeybaked U14   | HPHL        | 16  | 5  | 8  | 13 | 0  | — | — | — | — | — |
| 2014–2015   | Detroit Compuware U16    | HPHL        | 26  | 13 | 5  | 18 | 4  | — | — | — | — | — |
| 2015–2016   | Victory Honda AAA Hockey | T1EHL       | 31  | 21 | 13 | 34 | 18 | 4 | 0 | 0 | 0 | 0 |
| 2016–2017   | Cedar Rapids Roughriders | USHL        | 60  | 8  | 5  | 13 | 12 | — | — | — | — | — |
| 2017–2018   | Cedar Rapids Roughriders | USHL        | 38  | 12 | 9  | 21 | 12 | — | — | — | — | — |
| 2018–2019   | Cedar Rapids Roughriders | USHL        | 59  | 30 | 20 | 50 | 37 | 6 | 5 | 4 | 9 | 4 |
| 2019–2020   | Western Michigan Broncos | NCAA        | 31  | 7  | 2  | 9  | 8  | — | — | — | — | — |
| 2020–2021   | Western Michigan Broncos | NCAA        | 23  | 7  | 7  | 14 | 4  | — | — | — | — | — |
| 2021–2022   | Western Michigan Broncos | NCAA        | 39  | 16 | 10 | 26 | 4  | — | — | — | — | — |
| 2022–2023   | Western Michigan Broncos | NCAA        | 39  | 30 | 17 | 47 | 13 | — | — | — | — | — |
|             | Colorado Eagles          | AHL         | 7   | 0  | 1  | 1  | 2  | 4 | 0 | 0 | 0 | 2 |
| 2023–2024   | Colorado Avalanche       | NHL         | 1   | 0  | 0  | 0  | 0  | — | — | — | — | — |
|             | Colorado Eagles          | AHL         | 13  | 0  | 1  | 1  | 17 | — | — | — | — | — |
| NHL totalt  | NHL totalt               | NHL totalt  | 1   | 0  | 0  | 0  | 0  | — | — | — | — | — |
| AHL totalt  | AHL totalt               | AHL totalt  | 20  | 0  | 2  | 2  | 19 | 4 | 0 | 0 | 0 | 2 |
| NCAA totalt | NCAA totalt              | NCAA totalt | 132 | 60 | 36 | 96 | 29 | — | — | — | — | — |
| USHL totalt | USHL totalt              | USHL totalt | 157 | 50 | 34 | 84 | 61 | 6 | 5 | 4 | 9 | 4 |